# Synepidosis longiventris
Synepidosis longiventris är en tvåvingeart som beskrevs av Boris Mamaev 1964. Synepidosis longiventris ingår i släktet Synepidosis och familjen gallmyggor. Inga underarter finns listade i Catalogue of Life.